# Андрій Боратинський
Андрій Боратинський (пом. жовтень 1517, Вільно, нині Вільнюс) — шляхтич руського походження, військовий діяч часів Королівства Польського, брат Стецька (Яна) Боратинського.

## Життєпис
Син Івашка «Дитятка» з Тамановичів і Ганьковичів (пом. 1494) та його дружини Маші (Малґожати, за Папроцьким — небога батька) з Боратина.
Разом із братом стали першими в роді католиками. Початок військової кар'єри — часи короля Олександра Ягеллона; під час однієї битви з молдаванами врятував разом із братом життя командира — Станіслава Лянцкоронського, що стало запорукою майбутньої перемоги в ній. У перші роки королювання Сігізмунда І Старого воював під командуванням Яна Творовського на Поділлі разом із братом. Ротмістр (як і брат) рот панцерних вершників під командуванням Януша Свєрчовського, висланих до Литви у 1514 році. 8 вересня 1514 року із братом брав участь у битви під Оршею. У жовтні 1517 під час штурму Опочки (нині Псковщина) був поранений жорновим каменем, втратив руку. Був перевезений до Вільна, де помер через кілька днів, незважаючи на догляд лікарів, опіку короля. Брат Стецько перевіз тіло до Перемишля, поховав у костелі святого Івана.